# Edward Griffith
Edward Griffith (1790-1858) fue un naturalista y procurador británico. Escribió General and Particular Descriptions of the Vertebrated Animals (1821) y tradujo al inglés Règne animal de Georges Cuvier, realizando considerables adiciones (1827–35).

## Vida
Era hijo de William Griffith de Stanwell, Middlesex, entrando al St Paul's School (Londres) en 1800, para luego en 1806, ingresar en la Oficina de Common Pleas como empleado. Posteriormente fue procurador y máster en esa Corte de Common Lleas. Fue uno de los miembros originales de la Sociedad Zoológica de Londres, y miembro de la Linneana (1822), de Anticuarios, y de Reales Sociedades. Griffith falleció el 8 de enero de 1858.

## Abreviatura (zoología)
La abreviatura Griffith  se emplea para indicar a Edward Griffith como autoridad en la descripción y taxonomía en zoología.

- Datos: Q1292410
- Especies: Edward Griffith